# Doľany (district de Pezinok)
Pour les articles homonymes, voir Doľany.
Doľany (allemand : Ottenthal, hongrois : Ottóvölgy) est un village de Slovaquie situé dans la région de Bratislava.

## Histoire
Première mention écrite du village en 1390.

## Démographie

### Évolution de la population
| Année:               | 1994. | 2004.   | 2014.   | 2024.   |
| -------------------- | ----- | ------- | ------- | ------- |
| Nombre de personnes: | 1019  | 1022    | 1082    | 1070    |
| Différence:          |       | +0,29 % | +5,87 % | -1,10 % |

| Année:               | 2023. | 2024.   |
| -------------------- | ----- | ------- |
| Nombre de personnes: | 1077  | 1070    |
| Différence:          |       | -0,64 % |